# Jameson
För andra betydelser, se Jameson (olika betydelser).

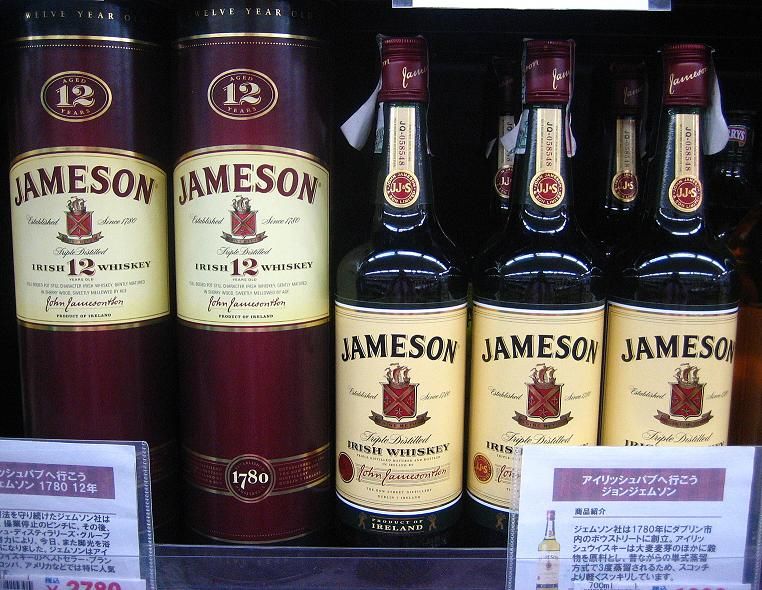
Jameson

Jameson är en irländsk whiskey skapad år 1780 av John Jameson och tillverkas av malt i Corkregionen på Irland och säljs över större delen av världen.